# Neochactas leoneli
Espèce
Synonymes
- Broteochactas leoneli González-Sponga, 1978

Neochactas leoneli est une espèce de scorpions de la famille des Chactidae.

## Distribution
Cette espèce est endémique de l'État de Bolívar au Venezuela,.

## Systématique et taxinomie
Cette espèce a été décrite sous le protonyme Broteochactas leoneli par González-Sponga en 1978. Elle est placée dans le genre Neochactas par Soleglad et Fet en 2003.

## Étymologie
Cette espèce est nommée en l'honneur de Leonel Hernández.

## Publication originale
- González Sponga, 1978 : Escorpiofauna de la region oriental del Estado Bolivar, en Venezuela. Roto Impresos C.A., Caracas, p. 1-217.